# Sławomir Zawada
Sławomir Zawada (ur. 18 marca 1965 w Więcborku) – polski sztangista. Brązowy medalista olimpijski w Seulu 1988. Medalista mistrzostw świata i mistrzostw Europy. Reprezentował Zawiszę Bydgoszcz.
W wyniku badań przeprowadzonych w 1993 w organizmie zawodnika stwierdzono niedozwolone środki dopingujące; w związku z tym został ukarany dwuletnią dyskwalifikacją, a zgodnie z przepisami międzynarodowymi, po wykryciu dopingu u łącznie trzech polskich sztangistów w 1993 roku (także u Mariusza Rybki i Sergiusza Wołczanieckiego), cała reprezentacja Polski została wykluczona z udziału w startach w imprezach międzynarodowych na okres jednego roku.

## Osiągnięcia
Igrzyska olimpijskie:
- 1988 – 3. miejsce

Mistrzostwa świata:
- 1987 – 3. miejsce

Mistrzostwa Europy:
- 1990 – 2. miejsce
- 1991 – 2. miejsce
- 1992 – 2. miejsce
- 1993 – 2. miejsce